# Раман Мієрвалд Леонідович
Мієрвалд Леонідович Раман (27 лютого 1925, місто Рига, Латвія — 16 жовтня 1996, місто Рига, Латвія) — латвійський радянський державний діяч, заступник голови Ради міністрів Латвійської РСР, голова Державної планової комісії Ради міністрів Латвійської РСР. Член ЦК Комуністичної партії Латвії. Депутат Верховної Ради Латвійської РСР 6—11-го скликань. Кандидат технічних наук (1955).

## Життєпис
З 1949 року працював у міському газовому господарстві Риги.
Грав у баскетбол за команду «Динамо» (Рига), а також за Ризький промисловий політехнікум та Латвійський державний університет. 1950 року йому присвоєно Всесоюзну суддівську категорію, а 1951 року — категорію ФІБА. Судив чемпіонат Європи з баскетболу 1953 року та Всесвітню студентську спартакіаду 1954 року.
Закінчив Латвійський державний університет імені Стучки. Працював аспірантом та асистентом Латвійського державного університету імені Стучки.
Член КПРС з 1953 року.
У 1954—1962 роках — вчений секретар, заступник із наукової роботи директора Інституту енергетики Академії наук Латвійської РСР.
З 1956 по 1971 був головою Латвійської федерації баскетболу, у 1971 році обраний почесним головою федерації.
26 лютого 1962 — 20 жовтня 1965 року — голова Державного комітету з координації науково-дослідних робіт Ради міністрів Латвійської РСР — міністр Латвійської РСР.
20 жовтня 1965 — 1990 року — заступник голови Ради міністрів Латвійської РСР. Одночасно, 20 жовтня 1965 — 1990 року — голова Державної планової комісії Ради міністрів Латвійської РСР.
З 1990 року — на пенсії. Помер 16 жовтня 1996 року в місті Ризі.

## Нагороди
- три ордени Трудового Червоного Прапора (1971, 1976, 1986)
- орден «Знак Пошани» (1965)
- медалі
- Лауреат Державної премії Латвійської РСР
- Заслужений економіст Латвійської РСР